# Acidose
Acidose refere-se ao processo de diminuição do pH sanguíneo para menos de 7,35 (aumento de H+) causando acidemia (Acidemia refere-se ao estado acídico do sangue; Acidose, por outro lado, corresponde ao processo que acidifica. Ou seja, uma acidose não tem, necessariamente de estar associada a uma acidemia uma vez que, por exemplo, num caso de existir uma acidose respiratória e uma alcalose metabólica, considerando que são as duas de 'intensidade' semelhante, o pH sanguíneo manter-se-ia constante. Neste caso estaríamos na presença de uma alcalose, de uma acidose, mas não de uma acidemia, nem de uma alcalémia). Pode ser causado por excesso de CO2, por excesso de um ácido metabólico (como o ácido láctico), como resposta compensatória a uma alcalose, por doenças respiratórias, por envenenamento, por tumores ou por medicamentos.

## Tipos
Existem dois tipos de acidose:

### Acidose respiratória
Ocorre quando os pulmões não pode retirar suficiente dióxido de carbono (CO2) que o corpo produz fazendo com que os fluídos corporais, especialmente do sangue, se tornem muito ácidos devido o princípio de Le Châtelier no equilíbrio químico 
CO2 + 
H2O  
H2CO3  
HCO−
3 + 
H+  O . Pode ser causado por doenças respiratórias como asma, bronquite, DPOC (doença pulmonar obstrutiva crônica) ou enfisema, por medicamentos que diminuem a respiração como benzodiazepínicos (remédio para ansiedade e insônia), especialmente quando combinados com álcool, consumo prolongado de nicotina ou por obesidade mórbida.

### Acidose metabólica
Ocorre quando faltam íons de bicarbonato (HCO3) no sangue superando o sistema tampão do pH do corpo até provocar um desequilíbrio ácido-base por causa do princípio de Le Châtelier na equação 
CO2 + 
H2O  
H2CO3  
HCO−
3 + 
H+. Pode ser causado por um aumento da produção de ácidos metabólicos, por incapacidade de excretar o ácido através dos rins ou por envenenamento.
Acidose renal geralmente está associada com a acumulação de ureia, creatinina e resíduos de ácidos metabólicos do catabolismo de proteína. Quando falta oxigênio e há excesso de ácido láctico no sangue é chamada de acidose láctica.

#### Acidose fetal
No feto, o intervalo normal de pH na veia umbilical normalmente está entre 7,25-7,45 enquanto na artéria umbilical normalmente está entre 7,20-7,38. No feto, os pulmões ainda não são utilizados para a ventilação sendo as funções ventilatórias realizadas pela placenta. A acidose fetal ocorre quando como um vaso umbilical tem pH inferior a 7,20 e uma artéria umbilical tem pCO2 66 ou mais ou a veia umbilical tem pCO2 de 50 ou mais.

## Mecanismos de compensação
- Respiração mais profunda e rápida: o organismo tenta livrar o sangue do excesso de ácido reduzindo a quantidade de dióxido de carbono.
- Os rins tentam excretar mais ácido através da urina.

## Complicação
Quando estes dois mecanismos não conseguem estabelecer o equilíbrio e o corpo continua a produzir ácido em demasia, instala-se um quadro de acidose grave e, em última instância, o coma.

## Acidose tubular renal
Acidose tubular renal (ATR) é um sintoma caracterizado pela acumulação de ácido no organismo devido a uma falha dos rins em eliminar esses ácidos apropriadamente ou pela eliminação excessiva de bicarbonato pela urina. Pode ser classificado em 4 tipos, dependendo da causa e área do túbulo renal envolvida.